# Tortuga aligator
La tortuga aligator (Macrochelys temminckii) és una espècie de tortuga de la família Chelydridae. És una de les tortugues d'aigua dolça més grans del món. En el seu nom científic porta l'epítet específic temminckii en honor del zoòleg holandès Coenraad Jacob Temminck.

## Descripció

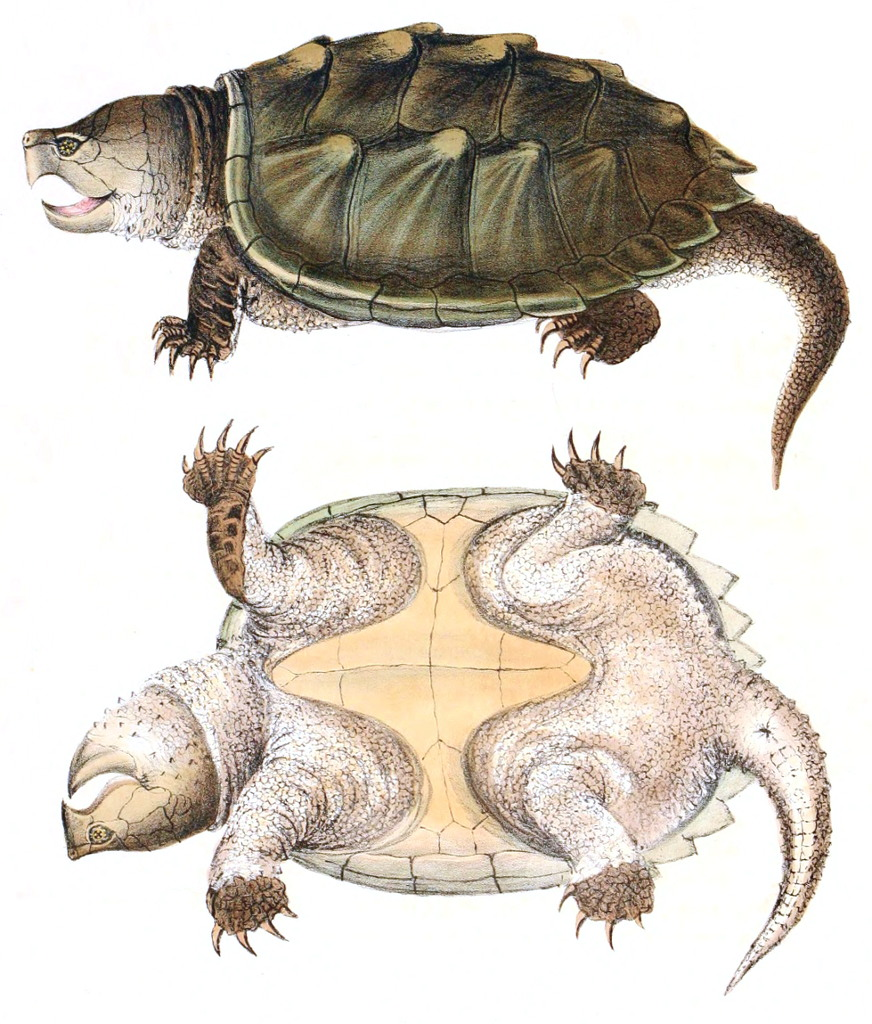
Il·lustració del llibre North American Herpetology (1842), de Holbrook.

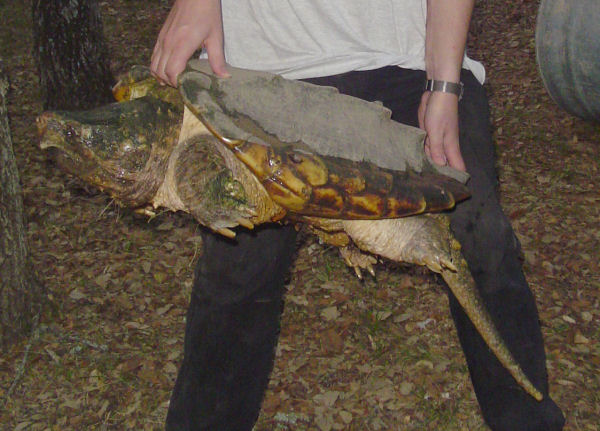
Tortuga aligator d'uns 20 kg.

Aquesta tortuga es caracteritza pel seu gran cap i la seva cua llarga i gruixuda. La seva closca conté tres fileres dorsals.
Respecte a la coloració, és grisa, marró, negra, o verda oliva, sovint cobertes d'algues. Tenen patrons de color groc al voltant dels ulls, per a trencar l'esquema visual i mantenir la tortuga camuflada.
El seu pes en exemplars adults, de mitjana, arriba als 80 kg i una longitud de 65 cm. No obstant això, s'han citat casos de tortugues aligator de 80 centímetres i 110 quilos de massa corporal.
Dins del musell, aquesta tortuga té a la punta de la llengua un apèndix vermiforme (que imita la forma d'un cuc), amb la finalitat d'atraure peixos. Per caçar, es manté immòbil al fons de l'aigua amb el morro obert, movent la llengua per atraure peixos. Quan un d'aquests s'acosta, tanca el musell amb gran velocitat i força.

## Alimentació
A edat primerenca, és un carnívor oportunista; a mesura que va creixent, es transforma en omnívora. La base de la seva dieta correspon a peixos, i poden consumir amfibis, serps, crustacis i carronya. En captivitat, pot consumir gairebé qualsevol tipus de carn, incloent-hi rosegadors, boví, pollastre i porc.

## Hàbitat i distribució
Habita al riu Mississipi i els seus afluents en tot el sud-est dels Estats Units. També es troba al riu Missouri, tant al nord com a la presa de Yankton, a Dakota del Sud.